# Eusebio María del Valle
Eusebio María del Valle, marquès de Valle Santoro (Madrid, 14 d'agost de 1799 - 1867) fou un economista i jurista espanyol, acadèmic de la Reial Acadèmia Espanyola.

## Biografia
Fins al 2 de maig de 1808 va estudiar a l'Escola Pia de San Antonio Abad de Madrid, i després va estudiar a l'Institut San Isidro de Madrid, on va tenir com a mestre de retòrica, grec i matemàtiques Fèlix Torres i Amat. Quan el seu pare es va traslladar a Múrcia va continuar els estudis de batxiller al Seminari de San Fulgencio, i finalment es doctorà en jurisprudència.
El 1823 bisbe de Cartagena Antonio Posada Rubín de Celis el va nomenar catedràtic de dret natural al Seminari. Quan l'establiment fou suprimit en 1823 va marxar a Madrid, on va ser catedràtic de ciències naturals i economia política a la Real Sociedad Económica Matritense de Amigos del País i després a la Universitat Complutense de Madrid, de la que en serà rector en 1842-1843.
En 1834 fou escollit acadèmic honorari i el 1836 acadèmic numerari de la Reial Acadèmia Espanyola, de la que en serà bibliotecari des de 1849 fins a la seva mort. En 1840 també fou elegit diputat per Múrcia. El 1846 va dirigir la traducció al castellà d' Essay on the Principle of Population de Thomas Malthus. En 1857 va ser nomenat Conseller d'Instrucció pública.

## Obres
- Elementos de Economía política con aplicación particular a España (1829)
- Memoria sobre la Balanza del comercio, y examen del estado actual de la riqueza en España (1830)
- Curso de Economía política (1842)
- Programa de enseñanza del séptimo año de jurisprudencia (1844)